# Lijst van gemeenten in het departement Deux-Sèvres
Hieronder volgt een lijst van de 303 gemeenten (communes) in het Franse departement Deux-Sèvres (departement 79).

## A
L'Absie
- Adilly
- Aiffres
- Aigonnay
- Airvault
- Les Alleuds
- Allonne
- Amailloux
- Amuré
- Arçais
- Ardilleux
- Ardin
- Argenton-les-Vallées
- Argenton-l'Église
- Asnières-en-Poitou
- Assais-les-Jumeaux
- Aubigné
- Aubigny
- Augé
- Availles-Thouarsais
- Avon
- Azay-le-Brûlé
- Azay-sur-Thouet

## B
La Bataille
- Beaulieu-sous-Parthenay
- Beaussais-Vitré
- Beauvoir-sur-Niort
- Béceleuf
- Belleville
- Bessines
- Le Beugnon
- Boismé
- Boisserolles
- La Boissière-en-Gâtine
- Bougon
- Bouillé-Loretz
- Bouillé-Saint-Paul
- Bouin
- Le Bourdet
- Boussais
- Bressuire
- Bretignolles
- Le Breuil-Bernard
- Le Breuil-sous-Argenton
- Brie
- Brieuil-sur-Chizé
- Brion-près-Thouet
- Brioux-sur-Boutonne
- Brûlain
- Le Busseau

## C
Caunay
- Celles-sur-Belle
- Cerizay
- Cersay
- Chail
- Champdeniers-Saint-Denis
- Chantecorps
- Chanteloup
- La Chapelle-Bâton
- La Chapelle-Bertrand
- La Chapelle-Gaudin
- La Chapelle-Pouilloux
- La Chapelle-Saint-Étienne
- La Chapelle-Saint-Laurent
- La Chapelle-Thireuil
- Prissé-la-Charrière
- Châtillon-sur-Thouet
- Chauray
- Chef-Boutonne
- Chenay
- Chérigné
- Cherveux
- Chey
- Chiché
- Le Chillou
- Chizé
- Cirières
- Clavé
- Clessé
- Clussais-la-Pommeraie
- Combrand
- La Couarde
- La Coudre
- Coulon
- Coulonges-sur-l'Autize
- Coulonges-Thouarsais
- Courlay
- Cours
- Coutières
- Couture-d'Argenson
- La Crèche
- Crézières

## D
Doux

## E
Échiré
- Ensigné
- Épannes
- Étusson
- Exireuil
- Exoudun

## F
Faye-l'Abbesse
- Faye-sur-Ardin
- Fénery
- Fenioux
- La Ferrière-en-Parthenay
- Fomperron
- Fontenille-Saint-Martin-d'Entraigues
- La Forêt-sur-Sèvre
- Les Forges
- Fors
- Les Fosses
- La Foye-Monjault
- François
- Fressines
- Frontenay-Rohan-Rohan

## G
Geay
- Genneton
- Germond-Rouvre
- Glénay
- Gourgé
- Gournay-Loizé
- Granzay-Gript
- Les Groseillers

## H
Hanc

## I
Irais

## J
Juillé
- Juscorps

## L
Lageon
- Largeasse
- Lezay
- Lhoumois
- Limalonges
- Lorigné
- Loubigné
- Loubillé
- Louin
- Louzy
- Luché-sur-Brioux
- Luché-Thouarsais
- Lusseray
- Luzay

## M
Magné
- Mairé-Levescault
- Maisonnay
- Maisontiers
- Marigny
- Marnes
- Massais
- Mauléon
- Mauzé-sur-le-Mignon
- Mauzé-Thouarsais
- Mazières-en-Gâtine
- Mazières-sur-Béronne
- Melle
- Melleran
- Ménigoute
- Messé
- Missé
- Moncoutant
- Montalembert
- Montravers
- La Mothe-Saint-Héray
- Mougon
- Moutiers-sous-Argenton
- Moutiers-sous-Chantemerle

## N
Nanteuil
- Neuvy-Bouin
- Niort
- Nueil-les-Aubiers

## O
Oiron
- Oroux

## P
Paizay-le-Chapt
- Paizay-le-Tort
- Pamplie
- Pamproux
- Parthenay
- Pas-de-Jeu
- Périgné
- Pers
- La Petite-Boissière
- La Peyratte
- Pierrefitte
- Le Pin
- Pioussay
- Pliboux
- Pompaire
- Pouffonds
- Pougne-Hérisson
- Prahecq
- Prailles
- Pressigny
- Priaires
- Prin-Deyrançon
- Prissé-la-Charrière
- Pugny
- Puihardy

## R
Reffannes
- Le Retail
- La Rochénard
- Rom
- Romans

## S
Saint-Amand-sur-Sèvre
- Saint-André-sur-Sèvre
- Saint-Aubin-du-Plain
- Saint-Aubin-le-Cloud
- Sainte-Blandine
- Saint-Christophe-sur-Roc
- Saint-Coutant
- Saint-Cyr-la-Lande
- Sainte-Eanne
- Saint-Étienne-la-Cigogne
- Saint-Gelais
- Sainte-Gemme
- Saint-Génard
- Saint-Généroux
- Saint-Georges-de-Noisné
- Saint-Georges-de-Rex
- Saint-Germain-de-Longue-Chaume
- Saint-Germier
- Saint-Hilaire-la-Palud
- Saint-Jacques-de-Thouars
- Saint-Jean-de-Thouars
- Saint-Jouin-de-Marnes
- Saint-Jouin-de-Milly
- Saint-Laurs
- Saint-Léger-de-la-Martinière
- Saint-Léger-de-Montbrun
- Saint-Lin
- Saint-Loup-Lamairé
- Saint-Maixent-de-Beugné
- Saint-Maixent-l'École
- Saint-Marc-la-Lande
- Saint-Martin-de-Bernegoue
- Saint-Martin-de-Mâcon
- Saint-Martin-de-Saint-Maixent
- Saint-Martin-de-Sanzay
- Saint-Martin-du-Fouilloux
- Saint-Martin-lès-Melle
- Saint-Maurice-la-Fougereuse
- Saint-Maxire
- Saint-Médard
- Sainte-Néomaye
- Sainte-Ouenne
- Saint-Pardoux
- Saint-Paul-en-Gâtine
- Saint-Pierre-des-Échaubrognes
- Saint-Pompain
- Sainte-Radegonde
- Saint-Rémy
- Saint-Romans-des-Champs
- Saint-Romans-lès-Melle
- Sainte-Soline
- Saint-Symphorien
- Saint-Varent
- Sainte-Verge
- Saint-Vincent-la-Châtre
- Saivres
- Salles
- Sansais
- Saurais
- Sauzé-Vaussais
- Sciecq
- Scillé
- Secondigné-sur-Belle
- Secondigny
- Séligné
- Sepvret
- Sompt
- Soudan
- Soutiers
- Souvigné
- Surin

## T
Taizé
- Le Tallud
- Tessonnière
- Thénezay
- Thorigné
- Thorigny-sur-le-Mignon
- Thouars
- Tillou
- Tourtenay
- Trayes

## U
Ulcot
- Usseau

## V
Vallans
- Vançais
- Le Vanneau-Irleau
- Vanzay
- Vasles
- Vausseroux
- Vautebis
- Vernoux-en-Gâtine
- Vernoux-sur-Boutonne
- Verruyes
- Le Vert
- Viennay
- Villefollet
- Villemain
- Villiers-en-Bois
- Villiers-en-Plaine
- Villiers-sur-Chizé
- Vouhé
- Vouillé
- Voulmentin

## X
Xaintray